# Abd-al-Latif (nom)
Abd-al-Latif és un nom masculí teòfor àrab islàmic (àrab: عبد اللطيف, ʿAbd al-Laṭīf) que literalment significa ‘Servidor del Bondadós’, essent «el Bondadós» un dels epítets de Déu. Si bé Abd-al-Latif és la transcripció normativa en català del nom en àrab clàssic, també se'l pot trobar transcrit Abdul Latif, ‘Abdul Latief... normalment per influència de la pronunciació dialectal o seguint altres criteris de transliteració. Com a teòfor, també el duen molts musulmans no arabòfons que l'han adaptat a les característiques fòniques i gràfiques de la seva llengua: bosnià: Abdulatif.
Vegeu aquí personatges i llocs que duen aquest nom.